# Pàmfil de Samos
Pàmfil  (en llatí Pamphilus, en grec antic Πάμφιλος) fou un filòsof grec deixeble de Plató, que és recordat només perquè Epicur a la seva joventut, el va escoltar a l'illa de Samos on vivia i d'on segurament era nadiu.
Epicur acostumava a parlar d'ell amb gran menyspreu, en part, segons Ciceró perquè pensava que no li devia gran cosa en la seva instrucció, ja que Epicur deia que ell mateix era l'autor de la seva pròpia filosofia. A Pàmfil de Samos el mencionen també Diògenes Laerci (Vides i opinions de filòsofs eminents, X. 14) i Suides Suidas, s. v. Ίκπίκουρος).